# Biotren
Le Biotren, aussi stylisé Biotrén, est un réseau ferroviaire métropolitain chilien qui couvre une partie de l'agglomération de Concepción. Il dessert les municipalités de Concepción, Talcahuano, Hualpén, San Pedro de la Paz, Coronel, Chiguayante et Hualqui. 
Elle est inaugurée en 1999, remodelée par Ferrocarriles del Sur (FESUR) en 2005 et gérée par la Gerencia Zonal del Biobío de la Empresa de los Ferrocarriles del Estado (EFE) jusqu'en septembre 2006. Cette société est gérée par la Gerencia Zonal del Biobío de la Empresa de los Ferrocarriles del Estado (EFE) jusqu'en septembre 2006, date à laquelle sa gestion est restructurée. La direction de cette entreprise est restructurée et elle commence à faire partie du système de transport intégré de Concepción, Biovío. 

## Histoire

### Débuts (1999–2004)
Le Biotren est lancé le 1er décembre 1999. Au départ, il ne comptait que trois gares et deux arrêts (1re génération) : El Arenal, Los Cóndores, Estación Central de Concepción, Chiguayante et Valle del Sol. Quatre autorails japonais de la série AEL sont reconditionnés pour l'exploitation
En 2001, les nouveaux arrêts (2e génération) sont achevés et l'atelier ferroviaire de Hualqui commence à fonctionner. Les gares inaugurées en 2001 sont Lorenzo Arenas, Pedro Medina, Manquimávida et Hualqui. Le tronçon jusqu'à la Puerta Los Leones, la combinaison avec les bus et la double voie Chiguayante - La Leonera étaient encore en suspens. Deux autorails AES sont ensuite arrivés. En 2003, la gare Plaza el Ancla est construite. Les voies menant à cette gare ont ensuite été construites et électrifiées jusqu'au passage à niveau de La Unión. Finalement, la station n'a pas été mise en service et, en 2005, la gare Mercado est construite à 400 mètres de là.

### Symbole (2005–2013)

Logo de la société en 2005.

La relance du Biotren a lieu le 24 novembre 2005, en présence du président de la République de l'époque, Ricardo Lagos, les gares de la troisième génération de la ligne 1 sont inaugurées (Mercado, Hospital Las Higueras, Estación Universidad Técnica Federico Santa María et Leonera, cette dernière remplaçant l'ancienne station Valle del Sol), ainsi que la nouvelle station Concepción, située à quelques mètres de l'ancien bâtiment, et la nouvelle station Concepción, située à quelques mètres de l'ancien bâtiment, et la ligne 2, qui relie Concepción à San Pedro de la Valle del Sol, sont construites. Concepción à San Pedro de la Paz jusqu'au secteur de Lomas Coloradas avec sa station homonyme. En outre, la nouvelle image de marque de Biotren a été lancée, avec une flèche dans un cercle, qui a duré jusqu'à la fin de l'année. La flèche circulaire, qui dure jusqu'en 2013 et qui est toujours utilisée dans les stations rénovées ou construites en 2005, est dévoilée.  Ls stations rénovées ou construites en 2005 conservent cette image depuis lors,
En 2005, le matériel de voie est remplacé par des autorails UT 440 espagnols. Trois UT 440 du service Metrotrén ont été rénovés et sept autorails rénovés sont renommés UT440MC (modèle Concepción). Bien que les UT440MC et les UT440 soient esthétiquement différents, ils sont mécaniquement identiques. Alors que les UT440MC étaient uniquement destinés à Biotren, ces wagons sont également utilisés pour le service de Metrotrén, tout comme les UT440 de Metrotrén ont occasionnellement desservi Biotren. Le 1er mai 2008, Ferrocarriles Suburbanos de Concepción S.A. reprend l'administration du service passagers de Biotren.

### Changement d'image et extension à Coronel (2013–2021)

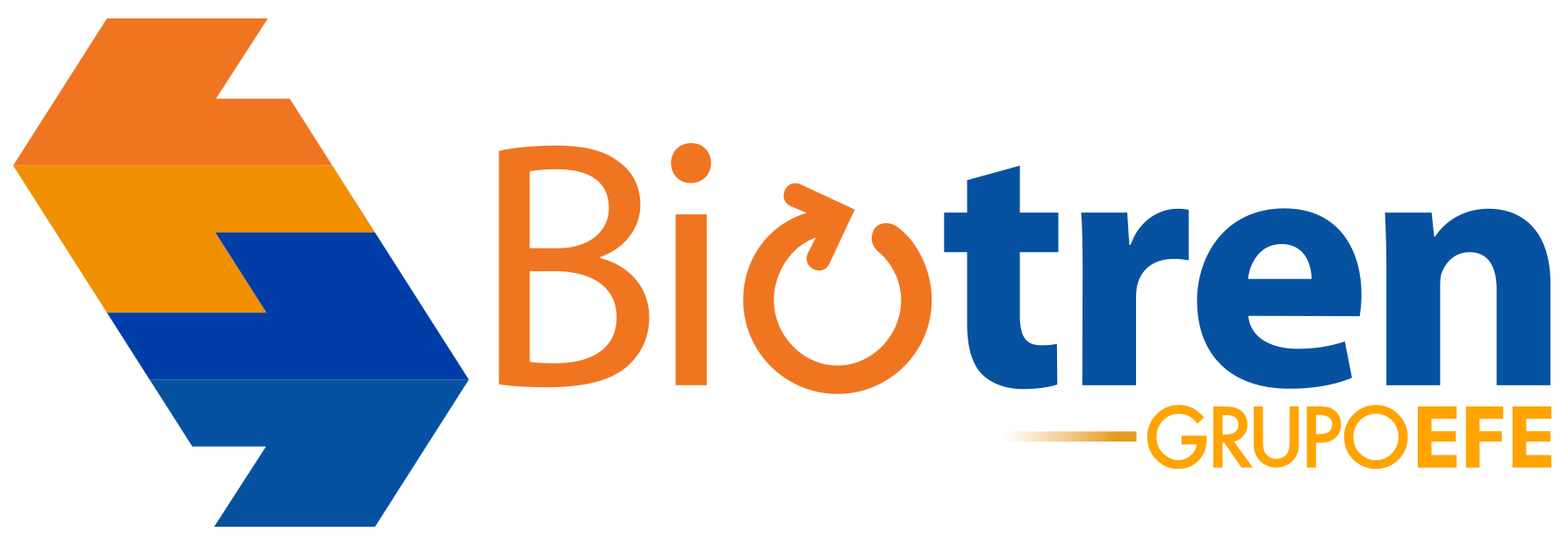
Logo de Biotren entre 2013 et 2021.

En 2013, Empresa de los Ferrocarriles del Estado modifie son image de marque générale, unifiant toutes ses filiales sous la même image de marque, ce qui a impliqué un changement d'image et de couleurs pour Biotren. Néanmoins, le logo précédent, représenté par une flèche dans un cercle, est maintenu dans le nouveau logo. La même année, FESUB S.A. réalise le projet d'augmentation des fréquences sur la ligne 2. Une nouvelle gare avec deux quais est construite dans le secteur de Michaihue, plus précisément à l'angle de l'avenue Michaihue et de la route 160, ainsi que de nouveaux aiguillages pour le croisement des trains. De nouveaux quais ont également été construits à la station Juan Pablo II (quai nord) et à Lomas Coloradas (est). Dans les premiers jours de septembre de la même année, les fréquences du matin sont passées de 30 minutes à 18 minutes.
En février 2014, la nouvelle gare Alborada de la ligne 2, première station construite après la relance du Biotren en 2005, est entrée en service partiel et est officiellement inaugurée le 6 mars 2014 ; elle est située à l'intersection de la route CH-160 et de l'avenue Michaihue, l'accès au secteur du même nom dans la commune de San Pedro de la Paz. Puis, en janvier 2017, la station El Parque de la ligne 2 est également inaugurée dans la commune de San Pedro de la Paz, située en face du cimetière Parque San Pedro et du centre commercial Arauco Premium Outlet San Pedro.
En mai 2015, Ferrocarriles del Sur (Fesur) a présenté les études réalisées pour la construction d'un service ferroviaire souterrain à Concepción, qui envisage 9 stations de la gare de Concepción à l'Universidad del Bío Bío et qui présente une rentabilité sociale positive ; cependant, le projet n'a pas été considéré comme urgent.
Lors du compte-rendu public du président Sebastián Piñera en juin 2019, celui-ci a annoncé son intention d'étendre le service de la gare de Coronel à Lota et de la gare de Concepción à Penco, en plus de la construction d'un nouveau pont ferroviaire sur la rivière Bíobío.
En juin 2007, un appel d'offres est lancé pour l'étude de l'extension du Biotren jusqu'à Coronel. En février 2013, le prolongement de la ligne 2 jusqu'à Coronel est annoncé,, en mai de la même année, l'adjudication des travaux d'ingénierie du projet est annoncée, et en septembre, l'appel d'offres pour les travaux est lancé.
Le 1er mars 2016, le service Coronel-Concepción est mis en service, ce qui a entraîné une extension de la ligne 2 de 17 km, avec sept nouvelles stations. Le ministre des transports et des télécommunications annonce le 1er avril 2016 qu'après la fin de la phase de marche à blanc, les trains circulant sur la ligne de 23 km entre Concepción et Coronel passeront toutes les 15 minutes au lieu de toutes les demi-heures. Il annonce également que les deux prochains projets de Biotren seront le remplacement de l'actuel pont ferroviaire sur le río Biobío, qui date du XIXe siècle, et l'enfouissement de la voie pour atteindre le centre de Concepción. En mars 2017, la fréquentation quotidienne était de 19 000 passagers.

### Modernisation et effondrement de la ligne 2 (depuis 2021)
En 2021, 9 autorails électriques à trois voitures de l'entreprise CSR Sifang, qui a remporté en octobre 2018 l'appel d'offres international pour 12 nouvelles motrices destinées au réseau ferroviaire chilien, sont mis en service. Les nouveaux trains - les autorails SFE - sont arrivés à différents moments en 2021, et sont mis en service en septembre et octobre de la même année,,.
Au début de l'année 2022, avec l'assouplissement des mesures consécutives à la pandémie de Covid-19, qui comprenait le retour des élèves en classe, ainsi que l'effondrement de la ligne CH-160, le service Expreso San Pedro commence à fonctionner le 28 février, qui desservira exclusivement les gares Cardenal Raúl Silva Henríquez, Lomas Coloradas, El Parque, Costamar, Alborada, Diagonal Biobío et Juan Pablo II, toutes appartenant à la ligne 2 du Biotren, sur le territoire de la commune de San Pedro de la Paz.
Même avec ce nouveau service, Biotren s'effondre en raison de l'augmentation du nombre de passagers utilisant le service de la ligne 2, qui est passé de 32 000 à 37 000 passagers,. Le 18 mars, EFE annonce que deux nouveaux services seraient ajoutés : de la gare Cristo Redentor à la gare Concepción et de Concepción à Coronel.
Le jeudi 9 novembre 2023, Biotren atteint un nombre record de passagers en une seule journée avec 48 724 passagers, dépassant ainsi les 45 000 passagers qui constituent la limite maximale d'exploitation. En réponse, EFE Sur analyse la mise en œuvre de « trains doubles », passant de trois à six voitures pour faire face au nombre élevé de passagers, ce qui entraînerait l'extension des quais actuels qui sont actuellement conçus pour des trains à trois voitures.